# Thunder (singel Imagine Dragons)
„Thunder” – singel amerykańskiego zespołu Imagine Dragons. Utwór został wydany 27 kwietnia 2017 roku jako drugi singel promujący trzeci album grupy pt. Evolve. Twórcami tekstu utworu są Ben McKee, Daniel Platzman, Dan Reynolds, Wayne Sermon oraz Alexander Grant i Jayson DeZuzio którzy odpowiadają również za jego produkcję. Piosenka została wykorzystana w reklamie Laptopa Surface firmy Microsoft.
Do utworu został nakręcony teledysk, który wyreżyserował Joseph Kahn. Całość materiału nakręcono w Dubaju, a jego oficjalna premiera odbyła się 2 maja 2017 roku. 

## Notowania
| Lista przebojów (2017)                        | Najwyższa pozycja |
| --------------------------------------------- | ----------------- |
| Australia (Top 50 Singles)                    | 2                 |
| Austria (Ö3 Austria Top 40)                   | 2                 |
| Belgia (Ultratop 50 Singles, Flandria)        | 4                 |
| Belgia (Ultratop 50 Singles, Walonia)         | 6                 |
| Czechy (Singles Digitál Top 100)              | 2                 |
| Finlandia (Suomen virallinen lista – Singlet) | 17                |
| Francja (Top Singles & Titres)                | 20                |
| Hiszpania (PROMUSICAE)                        | 24                |
| Holandia (Single Top 100)                     | 21                |
| Irlandia (Singles Chart)                      | 18                |
| Kanada (Billboard Canadian Hot 100)           | 13                |
| Liban (Lebanese Top 20)                       | 12                |
| Niemcy (Media Control Charts)                 | 2                 |
| Norwegia (VG-lista)                           | 12                |
| Nowa Zelandia (Recorded Music NZ)             | 3                 |
| Polska (AirPlay – Top)                        | 2                 |
| Portugalia (AFP)                              | 12                |
| Rosja Airplay (Tophit)                        | 5                 |
| Słowacja (Singles Digitál Top 100)            | 2                 |
| Słowenia (SloTop50)                           | 5                 |
| Stany Zjednoczone (Hot 100)                   | 5                 |
| Szwajcaria (Singles Top 100)                  | 2                 |
| Szwecja (Sverigetopplistan)                   | 10                |
| Węgry (Single (track) Top 40 lista)           | 4                 |
| Wielka Brytania (UK Singles Chart)            | 20                |
| Włochy (FIMI)                                 | 5                 |

## Certyfikaty
| Kraj                   | Certyfikat         | Sprzedaż |
| ---------------------- | ------------------ | -------- |
| Australia (ARIA)       | 2x Platynowa płyta | 140 000+ |
| Austria (IFPI)         | Platynowa płyta    | 30 000+  |
| Belgia (BEA)           | Platynowa płyta    | 30 000+  |
| Francja (SNEP)         | Platynowa płyta    | 150 000+ |
| Hiszpania (PROMUSICAE) | Platynowa płyta    | 40 000+  |
| Kanada (Music Canada)  | 2x Platynowa płyta | 160 000+ |
| Niemcy (BVMI)          | Platynowa płyta    | 400 000+ |
| Norwegia (IFPI Norway) | Złota płyta        | 5 000+   |
| Nowa Zelandia (RMNZ)   | 2x Platynowa płyta | 60 000+  |
| Polska (ZPAV)          | Diamentowa płyta   | 100 000+ |
| Szwecja (GLF)          | Platynowa płyta    | 40 000+  |
| Wielka Brytania (BPI)  | Srebrna płyta      | 200 000+ |
| Włochy (FIMI)          | 3x platynowa płyta | 150 000+ |